# Pimenta pseudocaryophyllus
Pimenta pseudocaryophyllus là một loài thực vật có hoa trong Họ Đào kim nương. Loài này được (Gomes) Landrum miêu tả khoa học đầu tiên năm 1984.